# فرودگاه سانوما والی
فرودگاه سانوما والی (به انگلیسی: Sonoma Valley Airport) یک فرودگاه همگانی است که یک باند فرود آسفالت دارد و طول باند آن ۸۴۷ متر است. این فرودگاه در شهر سونوما، کالیفرنیا کشور ایالات متحده آمریکا قرار دارد و در ارتفاع ۳ متری از سطح دریا واقع شده است.